# 金义 (高丽)
金义（韓語：김의），是高丽末年胡人（蒙古族）官员，本名叫也列哥。恭愍王末年，他被任命为密直副使，后升任同知司事。
明朝使臣林密、蔡斌等人返回时，高丽方面命令金义护送。蔡斌酗酒，常常想要杀金义，金义无法忍受，也想加害他。李仁任也担心明朝追问恭愍王的死因，便派遣安师琦，暗中指示金义杀掉蔡斌等人来灭口。到了开州站，金义于是杀死蔡斌及其儿子，挟持林密，率领三百名披甲士兵、带着进献的二百匹马，投奔了纳哈出。禑王把金义的母亲和妻子交给巡军，准备将她们杀掉，宪司进言说：“金义虽然叛逆，但妇女知道什么呢？请求不要杀她们。” 于是将她们没入官府成为尚州的官婢，抄没了金义的家产。又关押了金义的哥哥、前判事金彦，金彦越狱逃跑。后来权近出使明朝，在仪真州的船上遇到金义，金义自己说：“我归顺大明后，担任指挥，征讨南蛮，胜利返回了。” 提及金义的母亲，他没有丝毫悲伤的神情。